# بيل جيمس
بيل جيمس (بالإنجليزية: Pell James)‏ هي ممثلة أمريكية، ولدت في 30 أبريل 1977 في الولايات المتحدة.

## أعمال

### أفلام
- (2003) آب تاون جيرلز[3][4][5]
- (2005) أزهار مكسورة[6]
- (2005) الملك
- (2007) زودياك[7][8]
- (2011) محامي عائلة لينكن[9]

## وصلات خارجية
- بيل جيمس على موقع IMDb (الإنجليزية)
- بيل جيمس على موقع ألو سيني (الفرنسية)
- بيل جيمس على موقع أول موفي (الإنجليزية)
- بيل جيمس على موقع قاعدة بيانات الأفلام السويدية (السويدية)
- بيل جيمس على موقع قاعدة بيانات الفيلم (الإنجليزية)
- بيل جيمس على موقع كينوبويسك (الروسية)